# تلمبه دورکی
تلمبه دورکی یک منطقهٔ مسکونی در ایران است که در دهستان کشکوئیه واقع شده‌است.